# Consultatiepartij
Een schaakpartij wordt een consultatiepartij genoemd, als één (sterke) speler speelt tegen een aantal andere schakers die samen de andere kant van het bord bemannen, althans samen beslissen over de volgende zet. Bij een goede coördinatie is de spelvoering sterker dan de speelsterkte van de individuele spelers.
Consultatiepartijen waren vooral populair in de decennia eind 19e eeuw en begin 20e eeuw. Daarna zijn er vooral door schaaktijdschriften consultatiepartijen tegen een sterke speler georganiseerd.
De volgende simultaanpartijen zijn zeer bekend geworden:
- Morphy tegen de hertog van Brunswijk en de graaf van Isouard in de Parijse Opera (1858)
- de toenmalig wereldkampioen Kasparov tegen de hele wereld.